# Testosterona
Testosterona è l'ottavo album in studio del gruppo rock argentino Bersuit Vergarabat, pubblicato nel 2005.

## Tracce
1. Yo
2. Me duele festejar
3. En la ribera
4. Sencillamente
5. O vas a misa
6. Esperando el impacto
7. Andan yugando
8. Madre hay una sola
9. Vamo' en la sudad
10. Inundación
11. Barriletes
12. Flor de mis heridas
13. ...Y llegará la paz